# スタッド・フランシス＝ル・ブレ
スタッド・フランシス＝ル・ブレ（Stade Francis-Le Blé）は、フランス・ブルターニュ地域圏ブレストにあるサッカー専用スタジアム。スタッド・ブレスト29のホームスタジアムである。
フィニステール県内では4番目となる収容人数15,220人を誇り、1982年と2010年にスタジアムの拡張が行われた。

## 概要
1922年、スタッド・ブレスト29の前身クラブと言われるアルモリカン・ブレストが主体となって建設された。建設当初はわずか1,800人収容の小さなスタジアムだったが、1980年代以降のスタッド・ブレストの活躍とともにスタジアムの規模は拡大していった。1982年の夏に収容人数10,000人のスタジアムへと拡張工事を行う際に現在のスタジアム名となった。
2009-10シーズン、スタッド・ブレストのリーグ・アン昇格が決定したため、スタジアムを保有するブレスト自治体は2010年の市の予算の25%にあたる600万ユーロをスタジアムの工賃にあてることでスタジアムの拡張工事に着手した。また、この工事の際にピッチの下から第二次世界大戦で使用されたと思われるイギリス製の不発弾2.5kgが発見された。

## 開催された主なイベント
- UEFA U-21欧州選手権予選 : 4回（1994, 2002, 2009, 2023）
- トロフェ・デ・シャンピオン : 3回（1971, 1973, 1996）

## ギャラリー

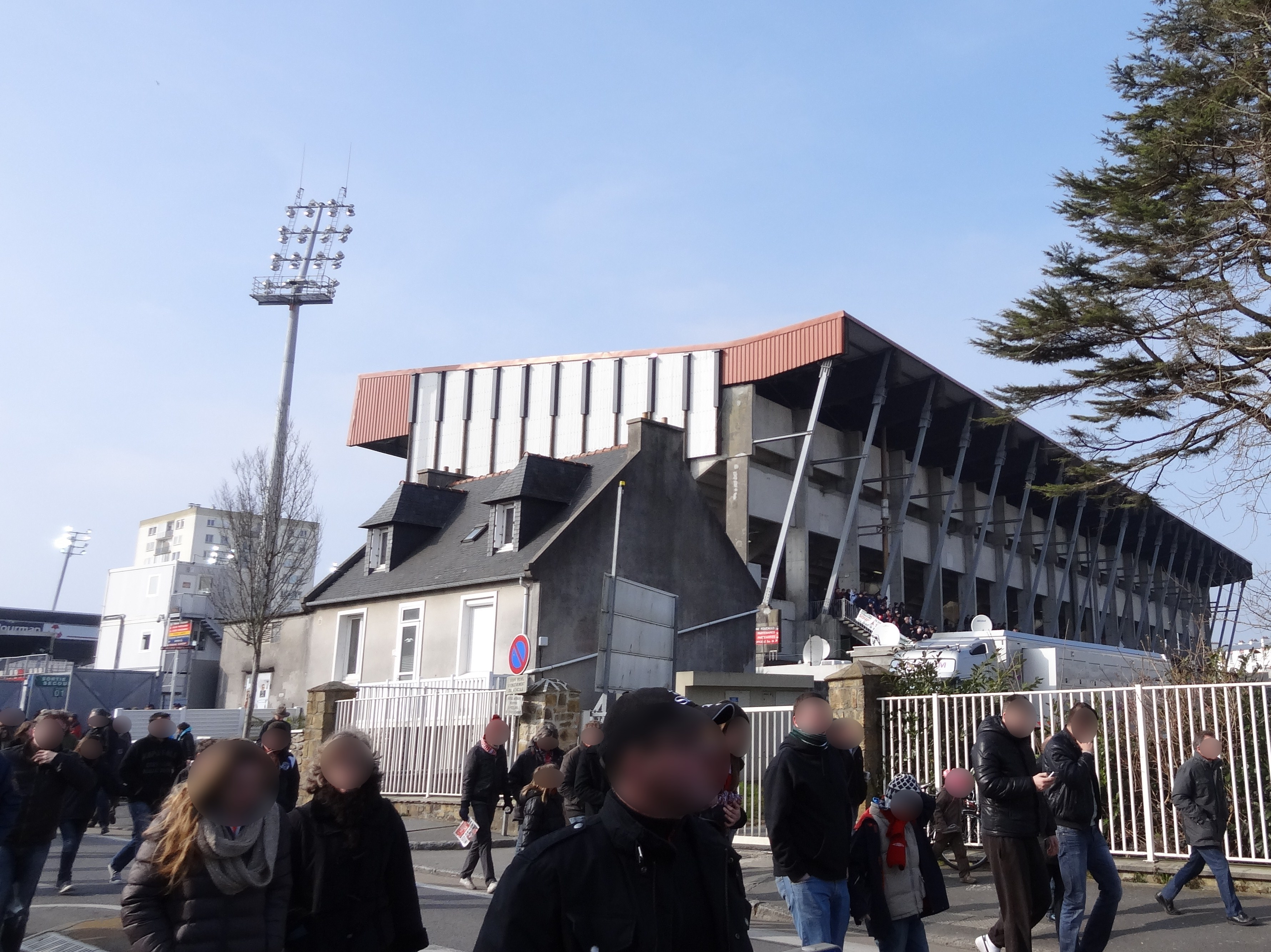
外観
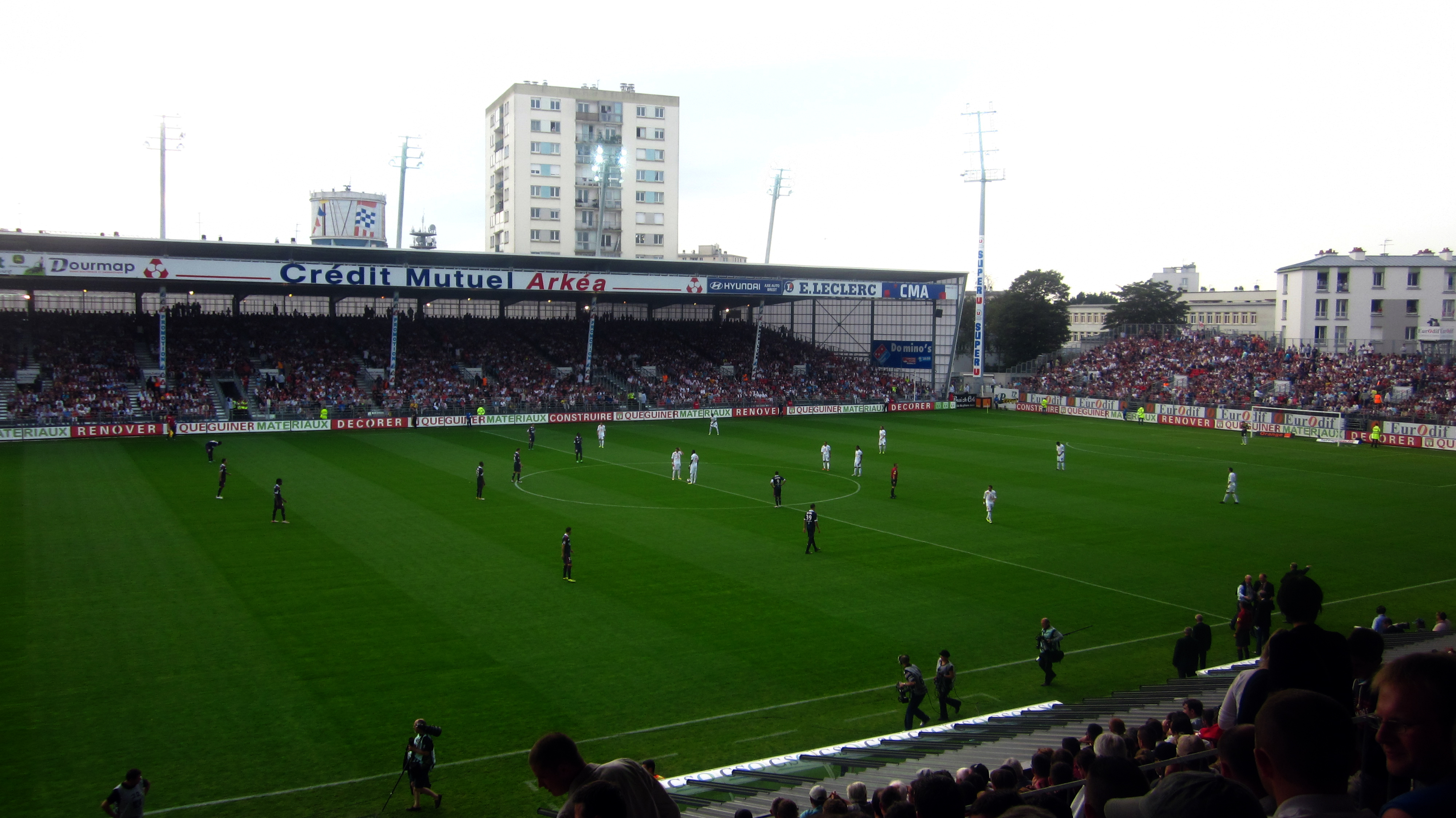
ピッチ
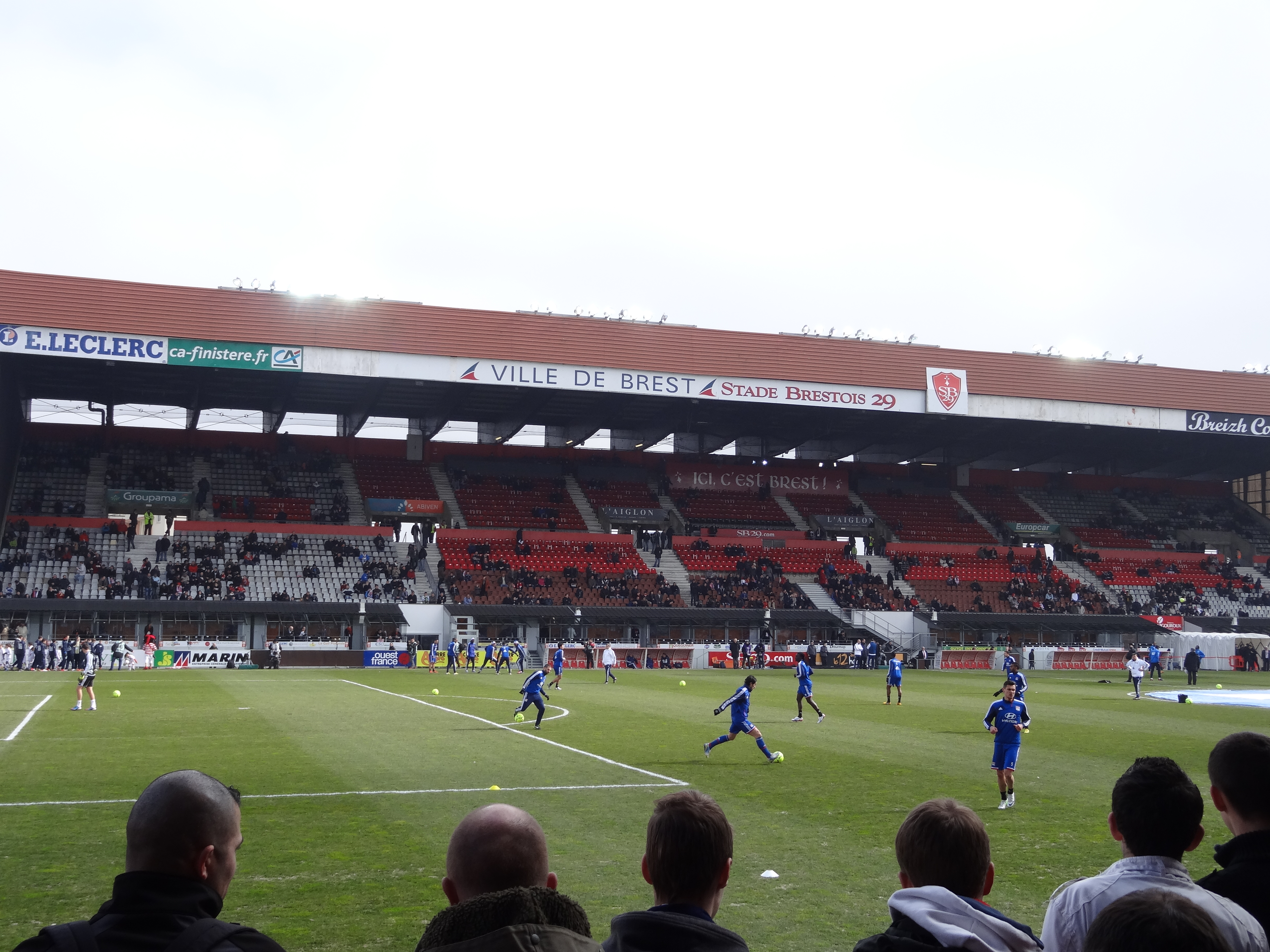
ピッチ2